# Пушка Шаспо
Пушката Шаспо (на френски: Chassepot) е френска пехотна пушка модел М1866, нарезна пушка с хартиен патрон и със задно зареждане, от типа на игленката, възникнала като отговор на Франция след запознаването и проучването с пруската иглена пушка на Драйзе. Тя е кръстена на своя разработчик – французина Антоан Шаспо (1833 – 1905).

## История
Още през 1840 г. пушките – игленки със задно зареждане на оръжейника-конструктор Йохан Николаус фон Драйзе са въведени на въоръжение в Прусия (конструкцията им е пазена като най-висша държавна тайна), но не са добре приети във Франция (по време на революцията от 1848 г. от берлинския арсенал са откраднати няколко иглени пушки, две от които не са открити и върнати от пруските тайни служби и вероятно са заминали в чужбина). Въпреки това във Франция изследванията продължават и са правени опити за въвеждане на по-добри конструкции на пушки на базата на затвор със задно зареждане.
През 1858 г. Антоан Шаспо, тогава работник в оръжейна фабрика, представя една такава конструкция във Венсан. Пушката има цилиндричен затвор с уплътняваща гумена шайба, прикрепена към главата на цилиндъра, и ударно-иглено запалване и хартиен патрон от две части. Основното предимство на конструкцията на Шаспо е използването на усъвършенстван патрон, при който капсулата е на дъното. При това иглата е по-къса и по-устойчива и пушката става по-надеждна.  Конструкцията на оръжието е с 25 години по-нова и по-модерна, одобрена е и пушката е предадена на войските за тестване през 1863 г., но оръжието не е добре прието. Последвалите опити приключват едва след битката при Кьониггрец/Храдец Кралове (Садова) между Прусия и Австро-Унгария, приключила с победата на Прусия, чиято армия е въоръжена с иглянките на Драйзе.
На 27 август 1866 г. Антоан Шаспо получава патент и в същия ден подписва лицензионно споразумение с фабриката за пушки, основана от Isaac Cahen-Lyon за производството на 400 000 пушки за френската държава.
С указ от 30 август пушката Шаспо е въведена официално на въоръжение като френско армейско оръжие и производството е засилено до такава степен, че през 1868 г. цялата активна армия е въоръжена с пушката на Шаспо. С тази пушка са въоръжени българските опълченци през Руско-турската война 1877-1878 г.
Подизпълнителите в производството също така включват Webley & Son, Potts & Hunt, Hollis & Sons и Tipping & Lowden. В битката на Mentana (Лацио) на 4 ноември 1867 г. френската армия, въоръжена с Шаспо, според изявленията на главнокомандващият, извършва чудеса.